# Východočeské divadlo Pardubice
Východočeské divadlo Pardubice je divadlo v Pardubicích. Vzniklo v roce 1909, když byla otevřena budova městského divadla. Je příspěvkovou organizací, jeho zřizovatelem je město Pardubice.
V průběhu druhé poloviny 19. století rostly snahy o zřízení divadla v Pardubicích, které vyvrcholily v roce 1882 založením Spolku pro zřízení divadelního domu v Pardubicích. Základní kámen nové divadelní budovy podle projektu Antonína Balšánka byl položen v roce 1907, Městské divadlo v Pardubicích bylo slavnostně otevřeno 11. prosince 1909. V březnu 1931 kvůli elektrickému zkratu během představení budova částečně vyhořela, záhy však byla opravena. Od konce 30. let 20. století neslo divadlo název Východočeské národní divadlo v Pardubicích, Hradci Králové a Chrudimi, po druhé světové válce Východočeské národní divadlo (do roku 1948), v letech 1948–1951 Městské oblastní divadlo v Pardubicích, v letech 1951–1954 Krajské oblastní divadlo Pardubice. Od roku 1954 se jmenuje Východočeské divadlo Pardubice.